# Kleinblütiges Einblatt
Das Kleinblütige Einblatt (Malaxis monophyllos) ist eine Pflanzenart aus der Gattung Malaxis innerhalb der Familie der Orchideen (Orchidaceae). Das Verbreitungsgebiet umfasst die gemäßigten Gebiete der Nordhalbkugel von Nordamerika und Eurasien bis zu den Philippinen.

## Trivialnamen
Andere deutschsprachige Trivialnamen sind Einblatt (hier besteht Verwechslungsgefahr), Einblättrige Weichwurz oder Einblattorchis, die sich wie auch das Artepitheton monophyllos auf das charakteristische einzelne Blatt dieser Pflanzenart beziehen. Sämtliche deutschsprachige Trivialnamen dieser unscheinbaren Orchideen-Art werden von Heinrich Marzell als Büchernamen angesehen.

## Beschreibung

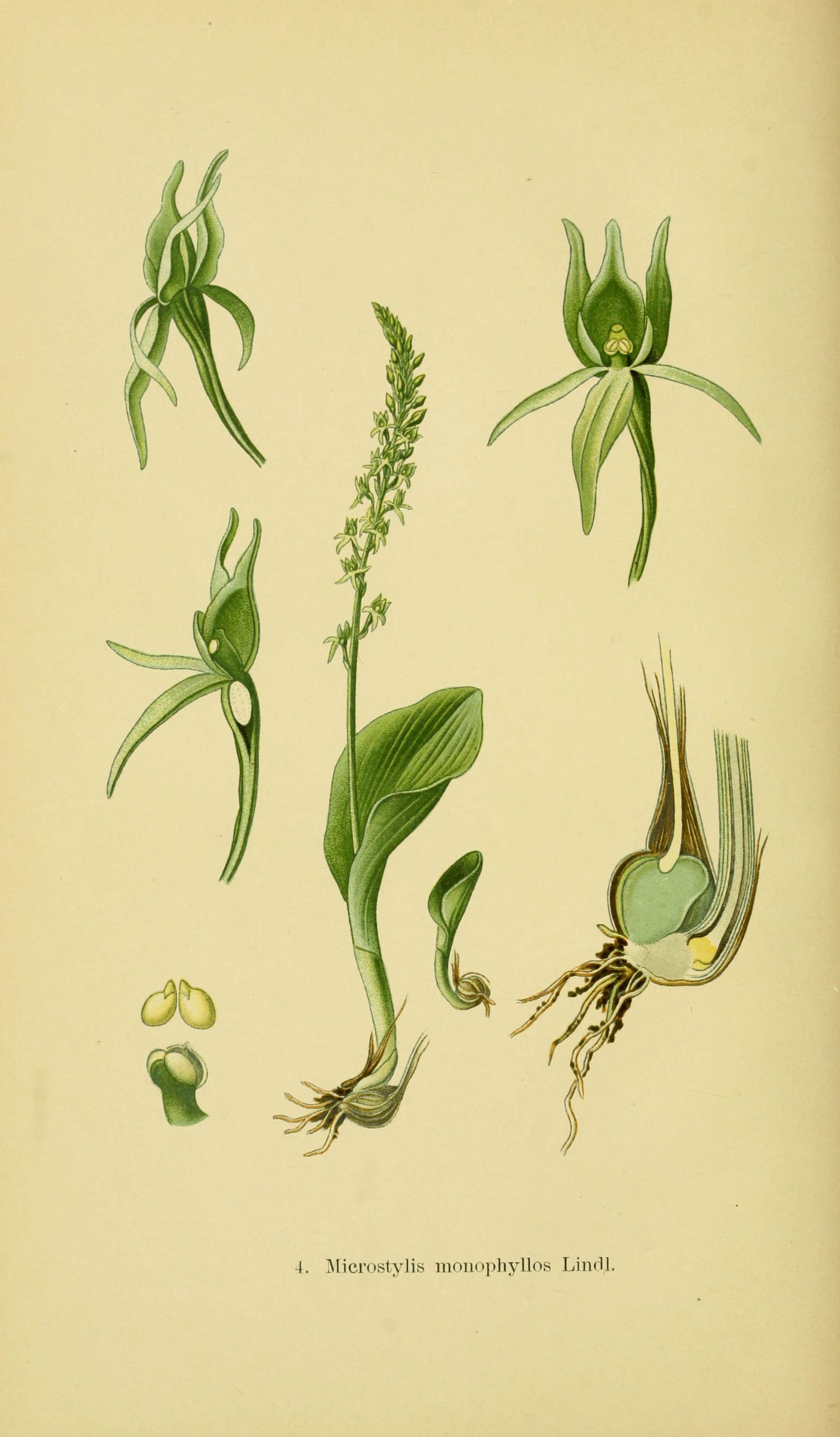
Illustration aus Abbildungen der in Deutschland und den angrenzenden Gebieten vorkommenden Grundformen der Orchideenarten, Tafel 04

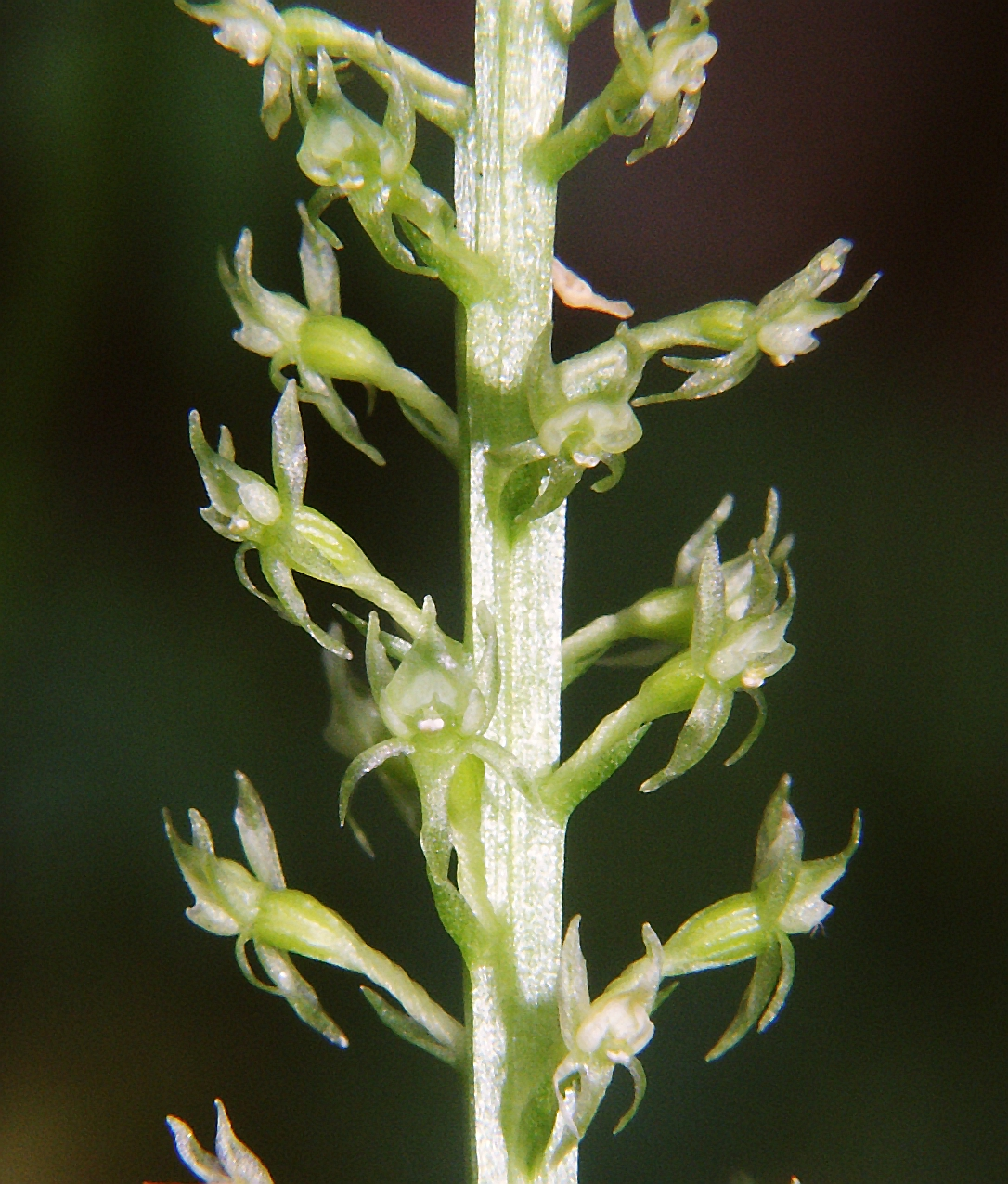
Ausschnitt eines Blütenstandes mit zygomorphen Blüten

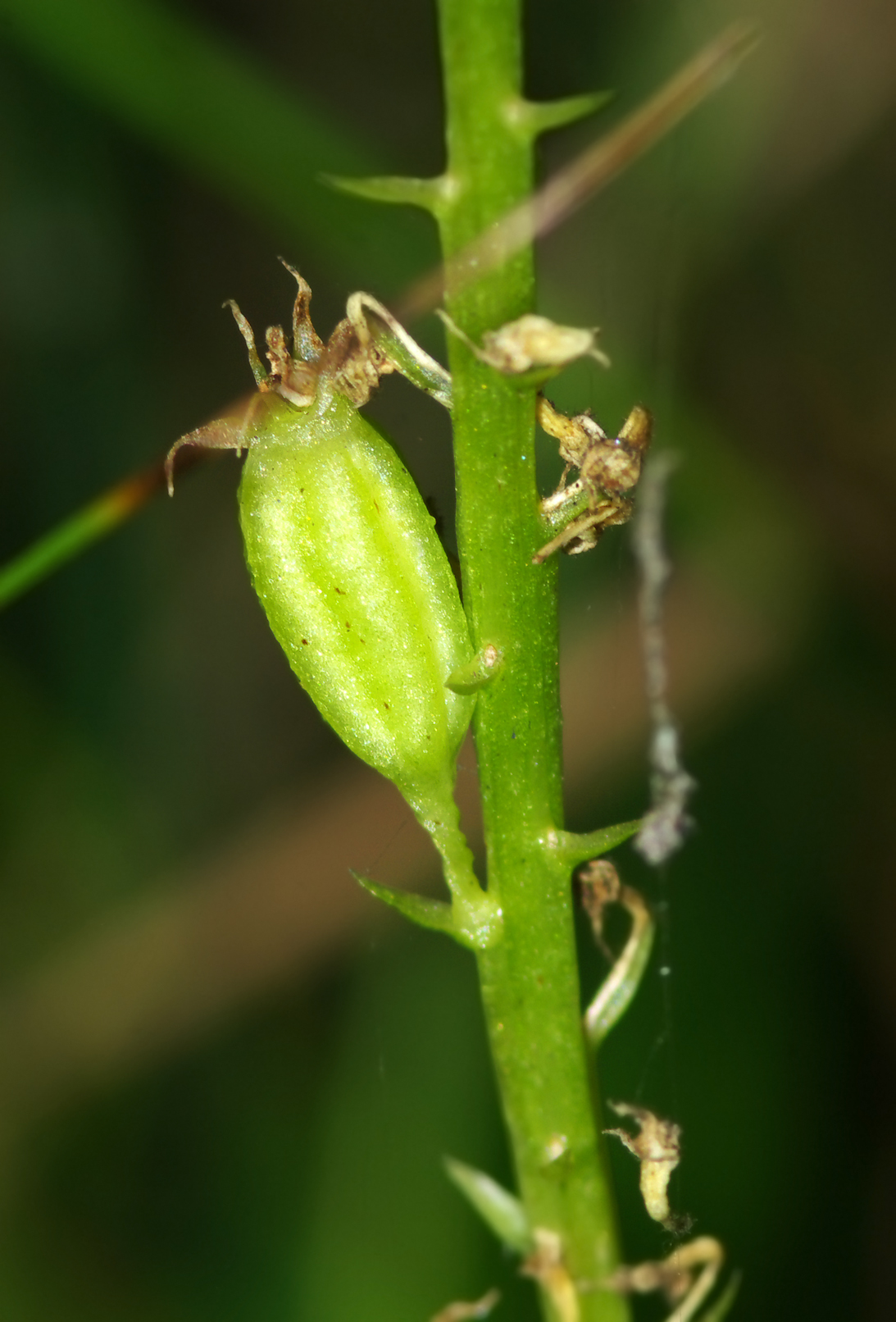
Kapselfrucht

### Vegetative Merkmale
Das Kleinblütige Einblatt ist eine unscheinbare ausdauernde krautige Pflanze, die Wuchshöhen von 10 bis 35 Zentimetern erreicht. Die Wurzelknolle (Pseudobulbe) ist flach und grünlich.
Charakteristisch ist ein einzelnes, mitunter auch zwei grundständige, den Stängel umfassende Laubblätter. Die einfache, parallelnervige Blattspreite ist bei einer Länge von 4 bis 9 Zentimetern sowie einer Breite von 2 bis 5 Zentimetern eiförmig.

### Generative Merkmale
Die Blütezeit reicht von Juni bis Juli. Der relativ lange, allseitswendige, traubige Blütenstand enthält viele locker angeordnete, gestielte Blüten.
Die relativ kleinen, zwittrigen Blüten sind zygomorph und dreizählig. Die blassgelben bis hellgrünen Blütenhüllblätter sind abwärts gerichtet, die Lippe ist aufwärts gerichtet und sie ist etwa so lang wie die Blütenhüllblätter. Die Blütenhüllblätter sind sehr schmal und 1,5 bis 2,5 Millimeter lang. Die Lippe ist ungeteilt und trägt am Grunde wulstige Ränder. Ein Sporn fehlt.
Die Chromosomenzahl beträgt 2n = ca. 30.

## Ökologie
Das Kleinblättrige Einblatt ist eine zerbrechlich wirkende Pflanze, die ganzjährig auf eine hohe Luftfeuchtigkeit und Beschattung angewiesen ist. Sie wächst daher vorzugsweise in Moospolstern von Hylocomium splendens oder in Farnrhizomen von Asplenium viride, die ein hohes Wasserspeichervermögen besitzen.
Die Bestäubung von Malaxis monophyllos erfolgt durch Pilzmücken. Die Pollinien sind blattartig; es sind zwei Pollinien übereinander gelagert in der Anthere. Sie sind verbunden mit einem Tropfen Klebflüssigkeit und werden so dem Bestäuber unter das Kinn angeheftet.

## Vorkommen
Das Verbreitungsgebiet von Malaxis monophyllos umfasst die gemäßigten Gebiete der Nordhalbkugel Nordamerikas und Eurasiens bis zu den Philippinen. Es ist die einzige europäische Art der Gattung Malaxis.
Das Kleinblütige Einblatt gedeiht meist an feuchten Standorten wie nassen Laubwäldern, Feuchtwiesen, Niedermooren und Kalkflachmooren. Es gedeiht an quelligen, schattigen, moosigen Hängen auf sickerfeuchten, nährstoffreichen und basenreichen, milden bis mäßig sauren, humosen, lockeren, steinigen oder kiesigen Lehmböden. Es kommt oft auch auf übermoosten Felsen oder in humosen Kiesauen vor und wächst in Pflanzengesellschaften des Verbands Alno-Ulmion. In den Allgäuer Alpen steigt es in Bayern am Schrecksee in eine Höhenlage von bis zu 2000 Metern auf. Nach Baumann und Künkele hat Malaxis monophyllos in den Alpenländern folgende Höhengrenzen: Deutschland 40 bis 1800 Meter, Frankreich 1 bis 1600 Meter, Schweiz 700 bis 1610 Meter, Liechtenstein 1020 bis 1570 Meter, Österreich 500 bis 1800 Meter, Italien 740 bis 1900 Meter, Slowenien 250 bis 1600 Meter. In Europa steigt Malaxis monophyllos bis in eine Höhenlage von 1900 Meter auf, im Himalaja bis 3060 Meter.
Die ökologischen Zeigerwerte nach Landolt & al. 2010 sind in der Schweiz: Feuchtezahl F = 4w (sehr feucht aber mäßig wechselnd), Lichtzahl L = 3 (halbschattig), Reaktionszahl R = 3 (schwach sauer bis neutral), Temperaturzahl T = 3 (montan), Nährstoffzahl N = 2 (nährstoffarm), Kontinentalitätszahl K = 2 (subozeanisch).

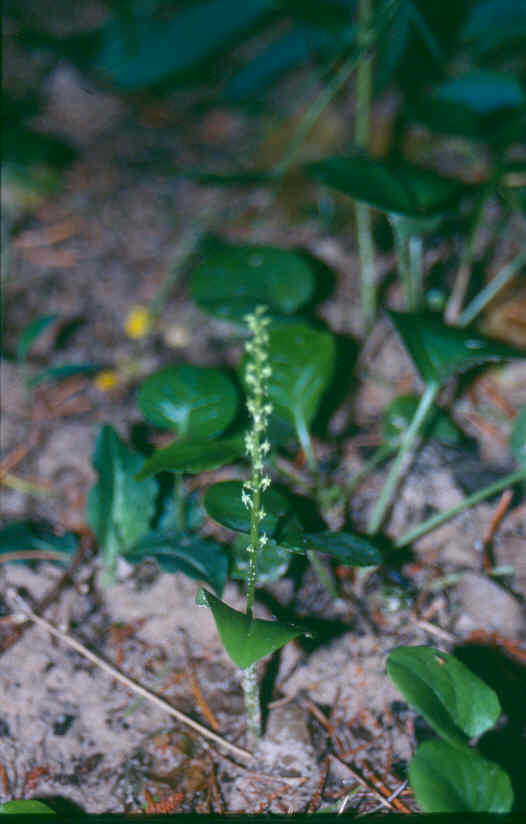
Malaxis monophyllos var. bradypoda

## Systematik und Verbreitung
Die Erstveröffentlichung erfolgte 1753 unter dem Namen (Basionym) Ophrys monophyllos durch Carl von Linné in Species Plantarum, S. 947. Die Neukombination zu Malaxis monophyllos (L.) Sw. wurde durch Olof Peter Swartz veröffentlicht. Weitere Synonyme für Malaxis monophyllos (L.) Sw. sind: Epipactis monophylla (L.) F.W.Schmidt, Microstylis monophyllos (L.) Lindl., Achroanthes monophyllos (L.) Greene.
Je nach Autor gibt es etwa drei Varietäten:
- Malaxis monophyllos var. brachypoda (A.Gray) P.Morris & Eames: Sie ist in Nordamerika von Alaska bis zu anderen Bundesstaaten der Vereinigten Staaten verbreitet.[1]
- Malaxis monophyllos (L.) Sw. var. monophyllos: Sie ist von den gemäßigten Gebieten Eurasiens bis zu den Philippinen weitverbreitet und kommt auf den Aleuten, auf Haida Gwaii sowie den Queen Charlotte Islands vor.[1]
- Malaxis monophyllos var. obtusa Tsukaya & H.Okada: Sie wurde 2000 aus Nepal erstbeschrieben.[1]

## Naturschutz
Das Kleinblütige Einblatt ist in Deutschland durch die BArtSchV besonders geschützt.